# كودي ماكنزي
كودي ماكنزي (بالإنجليزية: Cody McKenzie) هو فنان قتال مختلط أمريكي، ولد في 16 ديسمبر 1987 في كوردوفا في الولايات المتحدة.

## وصلات خارجية
- كودي ماكنزي على موقع يو إف سي (الإنجليزية)
- كودي ماكنزي على موقع شيردوغ (الإنجليزية)
- كودي ماكنزي على موقع IMDb (الإنجليزية)